# 腺萼木
腺萼木（学名：Mycetia glandulosa）为茜草科腺萼木属下的一个种。

## 扩展阅读
- 維基物種上的相關：腺萼木